# Ігор Кавалера
Ігор Граціано Кавалера (порт. Igor Graziano Cavalera) — бразильський музикант, найбільш відомий як барабанщик гурту Sepultura.

## Біографія
1984 року Ігор Кавалера разом із братом Максом та ще декількома бразильскими музикантами заснували рок-гурт Sepultura. Вони грали панк-рок та хеві-метал, надихаючись такими гуртами як Iron Maiden, Metallica, Slayer, а пізніше — Possessed та Death. Перші два альбоми Sepultura Morbid Visions (1986) та Schizophrenia (1987) вийшли на місцевому лейблі Cogumelo Records, після чого гурт підписав контракт із компанією Roadrunner Records. З 1989 по 1996 роки «золотий склад» Sepultura випустив альбоми Beneath the Remains (1989), Arise (1991), Chaos A.D. (1993) та Roots (1996), ставши одним з провідних дез-метал та грув-метал-колективів світу.
1996 року брат Ігора Макс Кавалера залишив Sepultura через конфлікт з іншими музикантами. Ігор залишався грати в Sepultura ще протягом десяти років, записавши ще шість альбомів із новим вокалістом Дерріком Гріном. На початку 2006 року Ігор Кавалера узяв творчу відпустку, а за п'ять місяців повідомив, що йде з Sepultura через «артистичні розбіжності».
2007 року Ігор Кавалера повернувся до співпраці із Максом Кавалерою, заснувавши проєкт Cavalera Conspiracy. З 2008 по 2017 роки вони випустили чотири студійних альбоми — Inflikted (2008), Blunt Force Trauma (2011), Pandemonium (2014) та Psychosis (2017), а починаючи з 2023 року стали перезаписувати ранні альбоми Sepultura — Bestial Devastation (2023), Morbid Visions (2023) та Schizophrenia (2024).
Окрім Sepultura та Cavalera Conspiracy, Ігор Кавалера брав участь в проєктах MixHell (разом із дружиною Лаймою Лейтон), Petbrick (з Вейном Адамсом) та Soulwax.

## Дискографія
Sepultura
- Bestial Devastation EP (1985)
- Morbid Visions (1986)
- Schizophrenia (1987)
- Beneath the Remains (1989)
- Arise (1991)
- Chaos A.D. (1993)
- Roots (1996)
- Against (1998)
- Nation (2001)
- Roorback (2003)
- Dante XXI (2006)

Cavalera Conspiracy
- Inflikted (2008)
- Blunt Force Trauma (2011)
- Pandemonium (2014)
- Psychosis (2017)
- Bestial Devastation (перезапис) EP (2023)
- Morbid Visions (перезапис) (2023)
- Schizophrenia (перезапис) (2024)

Absent in Body
- Plague God (2022)

Petbrick
- I (2019)
- I Remixes (2020)
- Deafbrick (з Deafkids) (2020)
- Liminal (2022)